# Erythemis simplicicollis
Erythemis simplicicollis е вид водно конче от семейство Libellulidae. Видът не е застрашен от изчезване.

## Разпространение
Разпространен е в Бахамски острови, Белиз, Доминиканска република, Кайманови острови, Канада (Квебек и Онтарио), Коста Рика, Куба, Мексико (Веракрус, Идалго, Кампече, Кинтана Ро, Колима, Морелос, Сан Луис Потоси, Тамаулипас, Халиско и Юкатан), Никарагуа, Салвадор, САЩ (Айова, Алабама, Аризона, Арканзас, Вашингтон, Вирджиния, Върмонт, Делауеър, Джорджия, Западна Вирджиния, Илинойс, Индиана, Канзас, Кентъки, Колорадо, Кънектикът, Луизиана, Масачузетс, Мейн, Мериленд, Минесота, Мисисипи, Мисури, Мичиган, Небраска, Ню Джърси, Ню Йорк, Ню Мексико, Ню Хампшър, Оклахома, Охайо, Пенсилвания, Род Айлънд, Северна Дакота, Северна Каролина, Тексас, Тенеси, Уисконсин, Флорида, Южна Дакота, Южна Каролина и Юта), Хондурас и Ямайка.

## Описание
Популацията на вида е нарастваща.